# 圣谢尔热苏勒谢拉尔
圣谢尔热-苏勒谢拉尔（法語：Saint-Cierge-sous-le-Cheylard，法語發音：[sɛ̃ sjɛʁʒ su lə ʃelaʁ]，意为“勒谢拉尔下方的圣谢尔热”）是法国阿尔代什省的一个市镇，属于罗讷河畔图尔农区。

## 地理
圣谢尔热-苏勒谢拉尔（44°55'22"N, 4°26'50"E）面积5.99 平方千米，位于法国奥弗涅-罗讷-阿尔卑斯大区阿尔代什省，该省份为法国东南部内陆省份，北起顺时针与卢瓦尔省、伊泽尔省、德龙省、沃克吕兹省、加尔省、洛泽尔省和上盧瓦爾省接壤。
与圣谢尔热-苏勒谢拉尔接壤的市镇（或旧市镇、城区）包括：勒谢拉尔、圣让鲁尔、圣米歇尔多朗斯、贝尔桑特。
圣谢尔热-苏勒谢拉尔的时区为UTC+01:00、UTC+02:00（夏令时）。

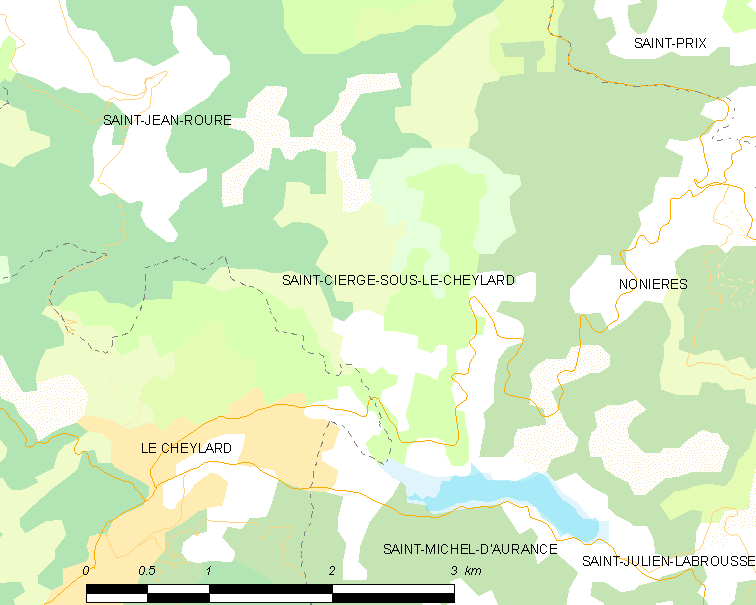
圣谢尔热-苏勒谢拉尔的OSM定位图

## 行政
圣谢尔热-苏勒谢拉尔的邮政编码为07160，INSEE市镇编码为07222。

## 政治
圣谢尔热-苏勒谢拉尔所属的省级选区为上埃里约县。

## 人口

1962-2008年间圣谢尔热-苏勒谢拉尔人口变化图示

圣谢尔热-苏勒谢拉尔于2022年1月1日时的人口数量为217人。